# 藤崎仁美
藤崎 仁美（ふじさき ひとみ、1968年11月19日 - ）は、日本の元タレント、グラビアアイドル、女優。
千葉県出身。スリーサイズはB87 W58 H87。血液型A型。レースクイーンの経験を経て、1992年にグラビアアイドルへ転身。同年6月に山崎真由美、細川ふみえと「LADY'S」を結成し、レコードを出す。1996年に元スタントマンの高橋昌志と結婚し、これを機に芸能界を引退した。1児（男、現在26歳）をもうけている。

## 出演

### バラエティ
- 快傑!ドクターランド（1992年 - 1993年、毎日放送）
- ビートたけしのお笑いウルトラクイズ（1989年 - 1996年、日本テレビ）
- あの人は今!?（2007年、日本テレビ）

### ドラマ
- お助け同心が行く! 第8話（1993年、テレビ東京）
- 振り返れば奴がいる（1993年、フジテレビ）
- 青春もの（1993年、フジテレビ） - シルク 役

ほか多数。

### オリジナルビデオ
- キスがいっぱい（1993年9月1日）
- 爆走トラッカー軍団3 紅薔薇軍団参上!（1993年） - マリ 役

## 作品
写真集
- 美惑（1992年7月1日・音楽専科社）
- TROPICAL HEAT（1992年7月20日、コンパス）
- because it’s love（1992年9月25日、英知出版）
- 藤崎仁美写真集（1992年7月5日、近代映画社）
- PARALLAX（1992年11月25日、TIS）
- UNDER MY SKIN（1993年3月25日・竹書房）
- CUTEY PIE（1994年1月5日、興陽館書店）
- トライアングル・ボディー（1993年5月28日、講談社・ヤングマガジン特別編集）細川ふみえ、木内あきらとオムニバス
- 夏・夜・夢 SUMMER NIGHT DREAM’92（1992年11月10日・近代映画社）※LADY'S

ビデオ
- 熟乳ボディ（笠倉出版社）
- スコラ
- Water Color（英知出版）
- Black Pearl（ポニーキャニオン）
- 魅惑のレイディーズ 大豊乳（笠倉出版社）※LADY'S
- 夏・夜・夢 SUMMER NIGHT DREAM’92（笠倉出版社）※LADY'S